# Quirino Nofri
Quirino Nofri (Pietrasanta, 5 ottobre 1861 – Pietrasanta, 23 luglio 1937) è stato un politico italiano.

## Biografia
Nato in una famiglia di modeste condizioni economiche, nel 1882 trovò lavoro come contabile nelle Ferrovie Alta Italia e si trasferì a Milano, dove promosse tra il 1885 e il 1888 una serie di scioperi.
Nel 1888 sposò Giuseppina Ruggeri.
Nel 1890 partecipò alla costituzione dell'Unione Operai Ferrovieri.
Successivamente si trasferì a Torino e nel 1892 entrò nel Partito dei lavoratori italiani, in cui fece entrare anche altri esponenti del movimento operaio torinese come Vittorio Chenal, Antonio Goria e Paolo Alessi.
Nel 1893 si candidò alle elezioni comunali di Torino, ottenendo 1809 voti.
Presidente della Società cooperativa di consumo dei ferrovieri, fece crescere questo organismo e nel 1899 lo unì all'Associazione Generale degli Operai nella nuova Alleanza cooperativa torinese.
Nel 1895 si presentò alle elezioni politiche a Torino ma fu sconfitto da Alfonso Badini Confalonieri, esponente dei liberali e futuro sindaco della città. Si ripresentò alle elezioni del 1897 e fu eletto con 1894 voti.
Nel 1898 divenne direttore del giornale Il Treno. Sempre nel 1898, durante le proteste contro il rincaro del pane, si adoperò per evitare il ricorso alla violenza.
Nel sesto congresso del PSI, svoltosi a Roma nel 1900, invitò al partito a «orientarsi decisamente verso la cooperazione», con un ordine del giorno firmato anche da Alfredo Bertesi, Oddino Morgari e Gino Murialdi, ma nei successivi congressi socialisti di Imola (1902) e di Bologna (1904) si oppose alla gestione cooperativa delle ferrovie e agli scioperi nei servizi pubblici come quello delle ferrovie.
Tra il 1904 e il 1909 fu segretario della commissione d'inchiesta sull'organizzazione della Regia Marina.
Nel 1907 trasformò il settimanale Il Grido del Popolo in quotidiano attraverso una gestione cooperativa. 
Nelle elezioni politiche del 1909 fu rieletto a Torino all'interno del Partito Socialista Italiano, che in città ottenne la maggioranza dei voti.
Si schierò a favore della guerra di Libia, così come avevano fatto Leonida Bissolati e Ivanoe Bonomi, e per questo nel congresso socialista di Reggio Emilia del 1912 fu espulso dal partito insieme a loro e aderì alla nuova formazione del Partito Socialista Riformista Italiano.
Nelle elezioni politiche del 1913 si presentò nel PSRI e fu eletto al ballottaggio nel collegio di Siena.
Allo scoppio della prima guerra mondiale nel 1914 fu interventista. 
Nel 1919 fu per soli cinque giorni sottosegretario al ministero degli approvvigionamenti e consumi alimentari presieduto da Maggiorino Ferraris nel governo Orlando.
Con l'avvento del fascismo, ritornò nel suo paese nativo di Pietrasanta e lasciò la vita politica.
Morì a Pietrasanta il 23 luglio 1937.

## Opere principali
- "Un progetto di amministrazione autonoma delle strade ferrate nazionalizzate", in Critica Sociale, XIV (1904), 6, pp. 89-92
- "Le ferrovie allo Stato o alla Nazione?", ibid., XV (1905), 2, pp. 17-19
- "Il riscatto delle ferrovie meridionali", ibid., XVI (1906), 10-11, pp. 152-157